# Europejskie Regionalne Centrum Ekohydrologii

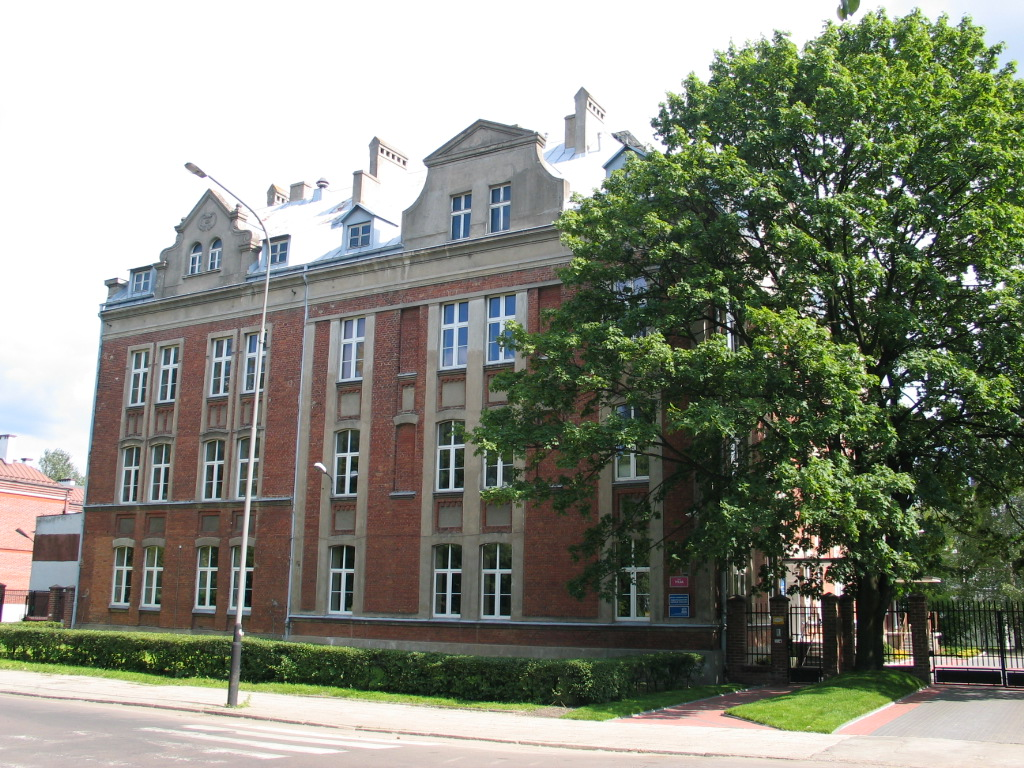
Siedziba Regionalnego Centrum Ekohydrologii, ulica Tylna 3 w Łodzi

Europejskie Regionalne Centrum Ekohydrologii (ERCE, ang. European Regional Centre for Ecohydrology) – placówka Polskiej Akademii Nauk powstała pod auspicjami UNESCO, mająca za zadanie kompleksowe podejście do rozwiązywania problemów z wodą. Jej rolą jest także koordynowanie prac innych instytucji, które zajmują się ekohydrologią.
Działalność centrum zainaugurowano 31 maja 2006 przy ul. Tylnej 3 w Łodzi (podpisanie umowy o powstaniu placówki pomiędzy ministrem nauki a dyrektorem generalnym UNESCO nastąpiło 8 marca 2006 roku w Paryżu). Centrum powstało w miejsce Międzynarodowego Centrum Ekologii Polskiej Akademii Nauk. 	 
Dyrektorką ERCE jest dr hab. Katarzyna Izydorczyk, prof. ERCE PAN. 	 
To drugie centrum pod auspicjami UNESCO w Polsce (po Instytucie Biologii Molekularnej i Komórkowej w Warszawie).

## Zobacz
- Hydrologia